# Monomorium westi
Monomorium westi är en myrart som beskrevs av Bolton 1987. Monomorium westi ingår i släktet Monomorium och familjen myror. Inga underarter finns listade i Catalogue of Life.